# League of Legends: Wild Rift
League of Legends: Wild Rift (сокращённо LoL: WR) — многопользовательская онлайн-видеоигра на боевой арене, разработанная и изданная Riot Games для Android, IOS и консолей. Игра представляет собой сокращённую версию своего компьютерного аналога League of Legends.
Как и в оригинальной League of Legends, игроки берут на себя роль невидимого «призывателя», который управляет «чемпионом» с уникальными способностями и сражается против команды других игроков или управляемых компьютером чемпионов. Цель обычно состоит в том, чтобы уничтожить «Нексус» — главное сооружение противоборствующей команды, которое лежит в основе базы, защищённой турелями (башнями), хотя существуют и другие отличные игровые режимы. Каждый матч League of Legends: Wild Rift является дискретным, все чемпионы начинают игру с относительно низкими характеристиками, но увеличивают силу, накапливая предметы и опыт в течение игры. Чемпионы и сеттинг смешивают различные элементы, включая фэнтези, стимпанк и лавкрафтовский ужас.

## Игровой процесс
2 команды по 5 игроков соревнуются в матчах продолжительностью от 15 до 25 минут. В каждом игровом режиме команды работают вместе, чтобы достичь победы, обычно разрушая основное здание («нексус») на базе вражеской команды после обхода ряда оборонительных сооружений, называемых турелями или башнями.
Один нексус находится на каждой вражеской базе по разные стороны карты, в левом нижнем и правом верхнем углах. Эти структуры постоянно создают слабых неигровых персонажей, известных как миньоны, которые продвигаются к вражеской базе по трём путям: линии Барона, середине и линии Дракона. Игроки соревнуются, чтобы продвинуть эти волны миньонов на вражескую базу, что позволяет им разрушать вражеские структуры и в конечном итоге выиграть матч. Между переулками находятся нейтральные области карты, известные как «джунгли» или «лес», расположенные в четырёх квадрантах. Мелкая река делит карту между командами, но фактически не препятствует движению; все чемпионы могут пройти через неё не иначе, как на суше.
Каждая команда хочет защитить свои собственные структуры и уничтожить структуры другой команды. К ним относятся:
- Башни — каждая полоса охраняется мощными оборонительными сооружениями, называемыми турелями. Турели наносят исключительно большой урон и атакуют вражеских миньонов и приближающихся к ним игроков. Турели расставляют приоритеты вражеских миньонов в их окрестностях, но немедленно атакуют вражеских игроков, если они атакуют союзных игроков. Таким образом, продвигая союзную волну миньонов в зону действия башни, игрок может нанести урон структуре без нападения на себя. После уничтожения турели дают золото и опыт. Уничтоженные турели уничтожаются навсегда в течение матча и не возрождаются. Уничтожение турели-ингибитора заставит союзный нексус породить суперминьонов, более могущественных миньонов.
- Нексус — каждая команда имеет свой нексус, который может быть повреждён только после уничтожения всех турелей на линии. Нексус наносит исключительно высокий урон с большей скоростью, чем турели, и атакует вражеских миньонов и приближающихся к нему игроков. В отличие от башен может восстанавливаться в зависимости от степени повреждений. Уничтожение нексуса вражеской или союзной команды заканчивает игру.

Некоторые цели являются «нейтральными», то есть они не будут атаковать проходящих мимо чемпионов, но чемпионы могут сражаться с ними, если они хотят получить награду за счёт необходимости сражаться за неё. Они включают:
- Лесные монстры — нейтральные монстры появляются в лесу через различные промежутки времени и дают игрокам золото, опыт, а иногда и другие награды за их убийство. Они являются наиболее распространённой нейтральной целью.
- Стихийный дракон — довольно сильный нейтральный враг, расположенный в нижней части реки. Всего драконов различных разновидностей четыре, которые появляются в случайном порядке каждые 5 минут. Драконы появляются по очереди, если убивать каждого. Каждый дракон даёт своё уникальное усиление, которое действует на всю команду до конца матча. На 18-й минуте игры (независимо от того убивала ли какая-нибудь из команд драконов до этого) появляется Старший дракон 1-го случайного из 4-х видов, который сильнее предыдущих драконов, но при убийстве даёт более мощное усиление. Старший дракон появляется 1 раз за игру.
- Герольд Бездны — мощный враг, расположенный в верхней части реки. Убийство Герольда Бездны позволяет призвать его на линию в качестве тарана, чтобы атаковать вражеские башни. Этот монстр никогда не возродится после того, как его убьют.
- Барон Нашор — самый сильный нейтральный враг, расположенный в верхней части реки. Он появится через 10 минут после начала матча, заменив Герольда Бездны. Все живые члены команды, которая убивает барона Нашора, получают временный положительный эффект, который делает живых игроков и ближайших миньонов более сильными. Далее Барон Нашор появляется каждые 210 секунд.

## История
В 2015 году Tencent обратился к Riot Games, принадлежащей Tencent, и попросил их превратить популярную игру League of Legends в мобильную игру. Однако Riot отказались и заявил, что игровой процесс League of Legends не может быть воспроизведён на смартфонах. Затем Tencent приступили к созданию своей собственной мобильной игры Wangzhe Rongyao, грубо переведённой на английский как Honor of Kings, имеющая международную версию под названием Arena of Valor.
В 2017 году Riot Games подала иск против Moonton, разработчика конкурирующей игры Mobile Legends: Bang Bang, из-за нарушения авторских прав, сославшись на сходство между Mobile Legends и League of Legends. Первоначально дело было прекращено в Центральном окружном суде штата Калифорния в Соединённых Штатах в связи с нарушением правил форума. Tencent, как материнская компания Riot, от имени Riot Games, затем подала новый отдельный иск, непосредственно направленный против генерального директора Moonton Ватсона Сюй Чжэньхуа в промежуточном народном суде № 1 в Шанхае, вынесшего решение в пользу Tencent в июле 2018 года и наградившего компанию мировым соглашением на 2,9 миллиона долларов (19,4 миллиона юаней).
С 2016 года у Tencent было более 50 миллионов ежедневных активных пользователей и более 200 миллионов зарегистрированных пользователей в Honor of Kings и Arena of Valor. В 2019 году «Honor of Kings» и «Arena of Valor» стали крупнейшими мобильными играми на киберспортивной сцене. Реализуя огромный потенциал на рынке мобильной связи, Riot Games анонсировала League of Legends: Wild Rift 16 октября 2019 года, в десятилетний юбилей League of Legends.

## Дата выхода
League of Legends: Wild Rift вышла в открытое бета-тестирование 18 декабря 2020 года, игра стала доступна для Европы, Турции, России и стран СНГ, а также Среднего Востока и Северной Африки. Также с ограниченным альфа-тестом в Бразилии и на Филиппинах в июне 2020 года.